# Arrojadocharis
Arrojadocharis es un género de plantas perteneciente a la familia Asteraceae. Comprende 2 especies descritas y  aceptadas.

## Taxonomía
El género fue descrito por Mattf. in Burret y publicado en Notizblatt des Botanischen Gartens und Museums zu Berlin-Dahlem 10: 1053. 1930.

## Especies aceptadas
A continuación se brinda un listado de las especies del género Arrojadocharis aceptadas hasta junio de 2012, ordenadas alfabéticamente. Para cada una se indica el nombre binomial seguido del autor, abreviado según las convenciones y usos.
- Arrojadocharis praxeloides (Mattf.) Mattf.
- Arrojadocharis santosii R.M.King & H.Rob.